# Hans-Peter Koppe
Hans-Peter Koppe (ur. 2 lutego 1958 w Lipsku) – niemiecki wioślarz reprezentujący NRD, złoty medalista olimpijski i dwukrotny medalista mistrzostw świata.

## Kariera
W 1975 zdobył złoty medal w ósemkach na mistrzostwach świata juniorów w Montrealu. Na rozgrywanych rok później mistrzostwach świata juniorów w Villach zwyciężył w czwórkach bez sternika. 
Wystąpił na igrzyskach olimpijskich w Moskwie w 1980, gdzie osada NRD w składzie: Bernd Krauß, Hans-Peter Koppe, Ulrich Kons, Jörg Friedrich, Jens Doberschütz, Ulrich Karnatz, Uwe Dühring, Bernd Höing i Klaus-Dieter Ludwig (sternik) zdobyła złoty medal w ósemkach. W finale o 2,87 sekundy pokonali osadę Wielkiej Brytanii i o 3,51 sekundy osadę ZSRR. Był to  jego jedyny start olimpijski.
W ósemkach zdobył także srebro na mistrzostwach świata w Lucernie (1982). Ponadto na mistrzostwach świata w Monachium (1981) zdobył brązowy medal w czwórkach bez sternika. 
W 1980 odznaczony Złotym Orderem Zasługi dla Ojczyzny.
Z wykształcenia był inżynierem. Po zakończeniu kariery pracował jako doradca finansowy i ubezpieczeniowy.